# Pierre Alexandre Le Camus
Pierre Alexandre Le Camus, född 17 november 1774 på Martinique, död 30 november 1824 i Le Chesnay, var en fransk furste och utrikesminister i Kungariket Westfalen.